# Evince
Evince (від англ. evince, «виявляти, показувати, проявляти») — програма перегляду документів, яка підтримує різні формати, передусім Portable Document Format (PDF) і PostScript. Мета Evince — замінити різні програми перегляду документів однією простою програмою. Evince почалася із переписування коду gpdf. У забезпеченні інтеграції з робочим середовищем переглядач документів Evince відповідає стандартам Freedesktop.org та GNOME. Evince входить до складу GNOME, починаючи із GNOME 2.12 (вересень 2005).

## Підтримка форматів

### Вбудована
- PDF за допомогою poppler
- PostScript за допомогою Ghostscript
- DVI
- Багатосторінковий TIFF

### Опціональна
- DjVu за допомогою DjVuLibre
- Microsoft Powerpoint за допомогою libpreview (поки неякісно)
- OpenDocument Presentation при збиранні із — enable-impress

## Можливості
Пошук — відображається кількість знайдених збігів та підсвічуються результати пошуку на сторінці.
Перегляд ескізів — ескізи полегшують навігацію при перегляді документів великого обсягу.
Індекси документу — коли інформація про індекси включена до документу у форматі PDF, Evince показує її у форматі дерева.
Друк документу — використовуючи каркас GNOME/GTK може бути надрукований будь-який документ, який Evince зможе відкрити.
Перегляд зашифрованих документів — Evince може відкривати зашифровані документи формату PDF і витягати з них текст.